# 왈츠, Op. 64, No. 2 (쇼팽)
〈왈츠 7번 올림 다단조 작품번호 64-2〉는 프레데리크 쇼팽이 작곡한 피아노 왈츠이다. 쇼팽은 이 왈츠를 나타니엘 로트실드에게 바쳤다.
총 3개의 주제로 구성되어 있다:
- A 주제 - 템포 기우스토
- B 주제 - 피우 모소
- C 주제 - 피우 렌토